# Damarasångare
Damarasångare (Achaetops pycnopygius) är en fågel i familjen afrikanska sångare inom ordningen tättingar.

## Utseende och läten
Damarasången är en 16-17 cm lång, särpräglad och marklevande tätting. Den mörka ryggen är kraftigt streckad och det vita bröstet pepprat med svarta fläckar. Vidare har den rostbeige på övergump och flanker samt en lång, mörk stjärt som tillsammans med den horisontella hållningen skiljer den från skvättor. Sången är fyllig, bubblande och melodisk, mycket mer varierad än stråsångarens.

## Utbredning och systematik
Damarasångaren delas in i två underarter med följande utbredning:
- Achaetops pycnopygius pycnopygius: förekommer i klippiga områden i sydvästra Angola och norra Namibia.
- Achaetops pycnopygius spadix: förekommer i sluttningarna på det sydvästra höglandet i Angola (provinsen Huíla och närliggande Namibia).

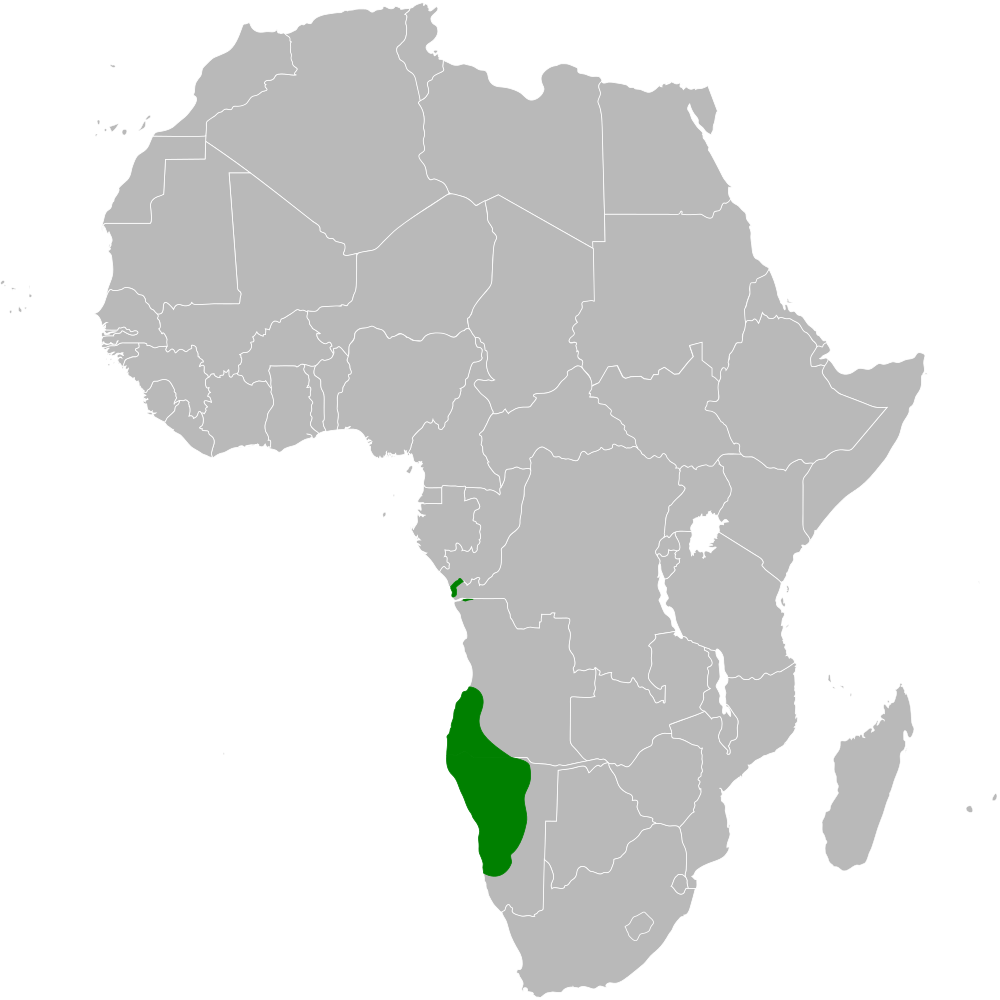
Fågelns utbredningsområde.

### Familjetillhörighet
Tidigare behandlades damarasångaren antingen som en timalia eller en del av den stora familjen sångare (Sylviidae). Den senare har dock efter DNA-studier delats upp i ett antal mindre familjer, däribland den nyskapade familjen afrikanska sångare (Macrosphenidae) där damarasångaren ingår tillsammans med exempelvis krombekar (Sylvietta), långnäbbar (Macrosphenus) och flera udda afrikanska sångare som placeras i egna släkten. Dess närmaste släktingar tros vara mustaschsångaren och stråsångaren.

## Levnadssätt
Damarasångaren hittas i sluttningar med klippblock och gräs där den studsar fram på långa ben och ses sjunga från exponerade sittplatser. Den lever av ryggradslösa djur, i ett fall även små skorpioner. I Namibia häckar den mellan november och april.

## Status och hot
Arten har ett stort utbredningsområde och en stor population med stabil utveckling och tros inte vara utsatt för något substantiellt hot. Utifrån dessa kriterier kategoriserar internationella naturvårdsunionen IUCN arten som livskraftig (LC).